# Чорні євреї

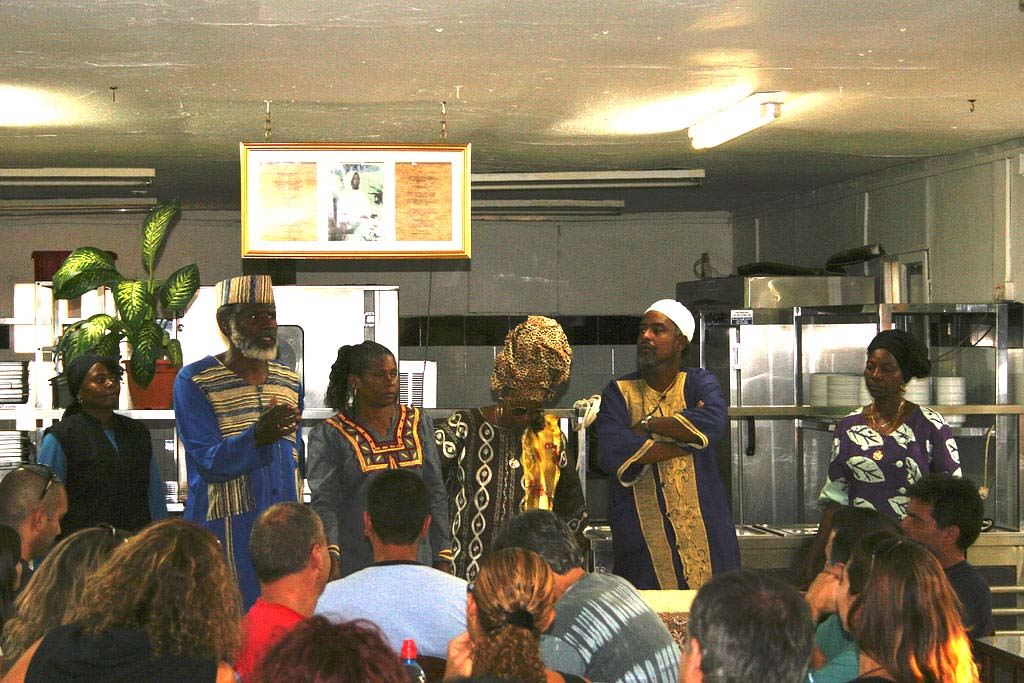
Спільнота чорних євреїв у Димоні

Чорні євреї (англ. «African Hebrew Israelites») — групи і секти афроамериканців США, які дотримуються різного ступеня приписів юдаїзму й ототожнюють себе з євреями.
Окремі афроамериканці, які сповідують юдаїзм, зустрічалися в південних штатах ще до громадянської війни 1861–1865 рр., переважно ними були раби плантаторів-євреїв. У Вест-Індії сефарди іноді вступали в шлюб з африканками, і невелика конгрегація чорних євреїв та мулатів ще на початку 1960-х зберігалася на Віргінських островах.